# Puente de cadenas
Un puente de cadenas es una forma histórica de puente colgante, en el que se empleaban cadenas o pletinas perforadas enlazadas con pasadores en lugar de cables de acero para sustentar el tablero de la estructura. Un ejemplo famoso es el puente de cadenas de Széchenyi en Budapest.
Los tipos de construcción son, como para otros puentes colgantes, las bandas tesas, los verdaderos puentes colgantes y otras formas especiales, como el puente de la Torre o el puente Albert de Londres.
Los puentes de cadenas fueron las primeras estructuras capaces de salvar vanos más amplios que los anteriores puentes de madera o de piedra. Además,  presentaban la ventaja de sus tiempos de construcción más cortos y de costos más bajos.

## Terminología
En el lenguaje común no se suele diferenciar si el término puente de cadenas hace referencia a un puente colgante propiamente dicho (en el que las cadenas penden de la parte superior de las torres y soportan el tablero del puente en posición casi horizontal por medio de péndolas verticales), o si se trata de una banda tesa (en la que el tablero del puente, que normalmente solo está destinado a peatones, está colocado directamente sobre las cadenas y, por lo tanto, describe la misma curva de suspensión que las cadenas).
El concepto de cadena también es engañoso, porque siempre se habla de puentes de cadenas, aunque solo los primeros puentes tibetanos y chinos en realidad usaban cadenas (con eslabones enlazados entre sí), mientras que los puentes construidos en Europa desde principios del siglo XIX en adelante usaban pletinas (planchas alargadas) de hierro forjado (o más adelante de acero) que estaban conectadas entre sí de forma móvil por medio de ojales y pernos.

## Descripción

### Tipos

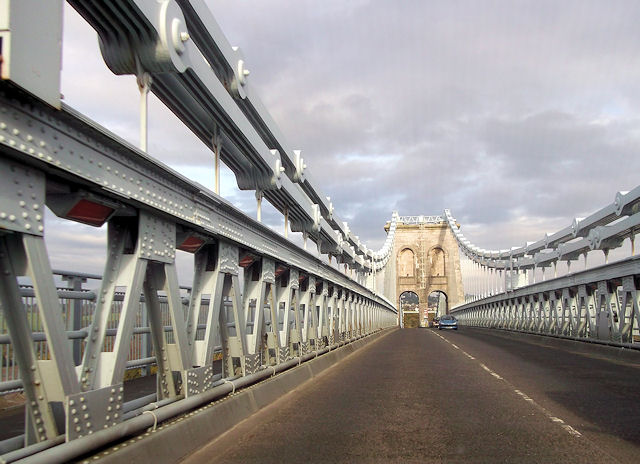
Cadenas del puente colgante de Menai

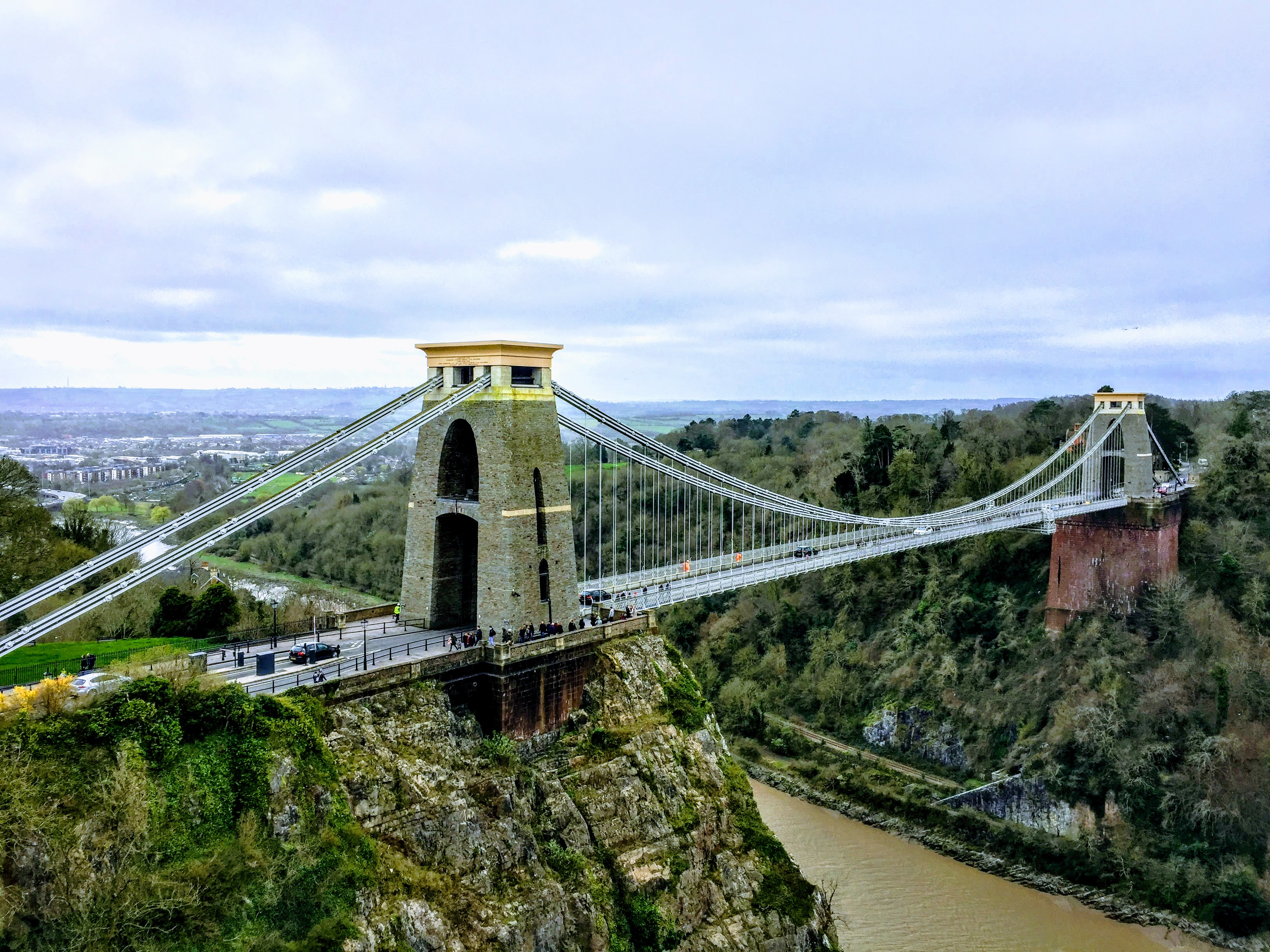
Puente colgante de Clifton

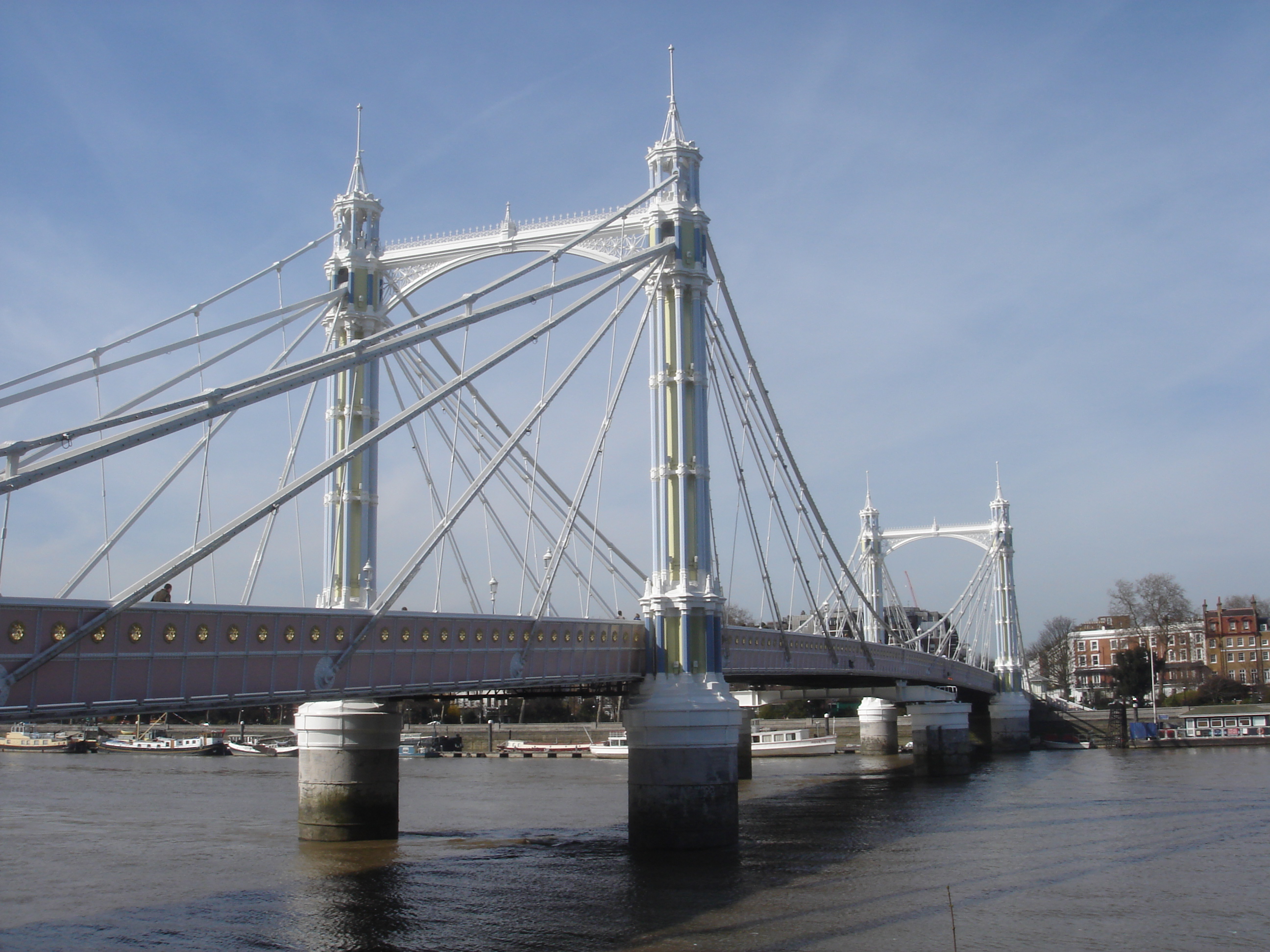
Puente Albert en Londres

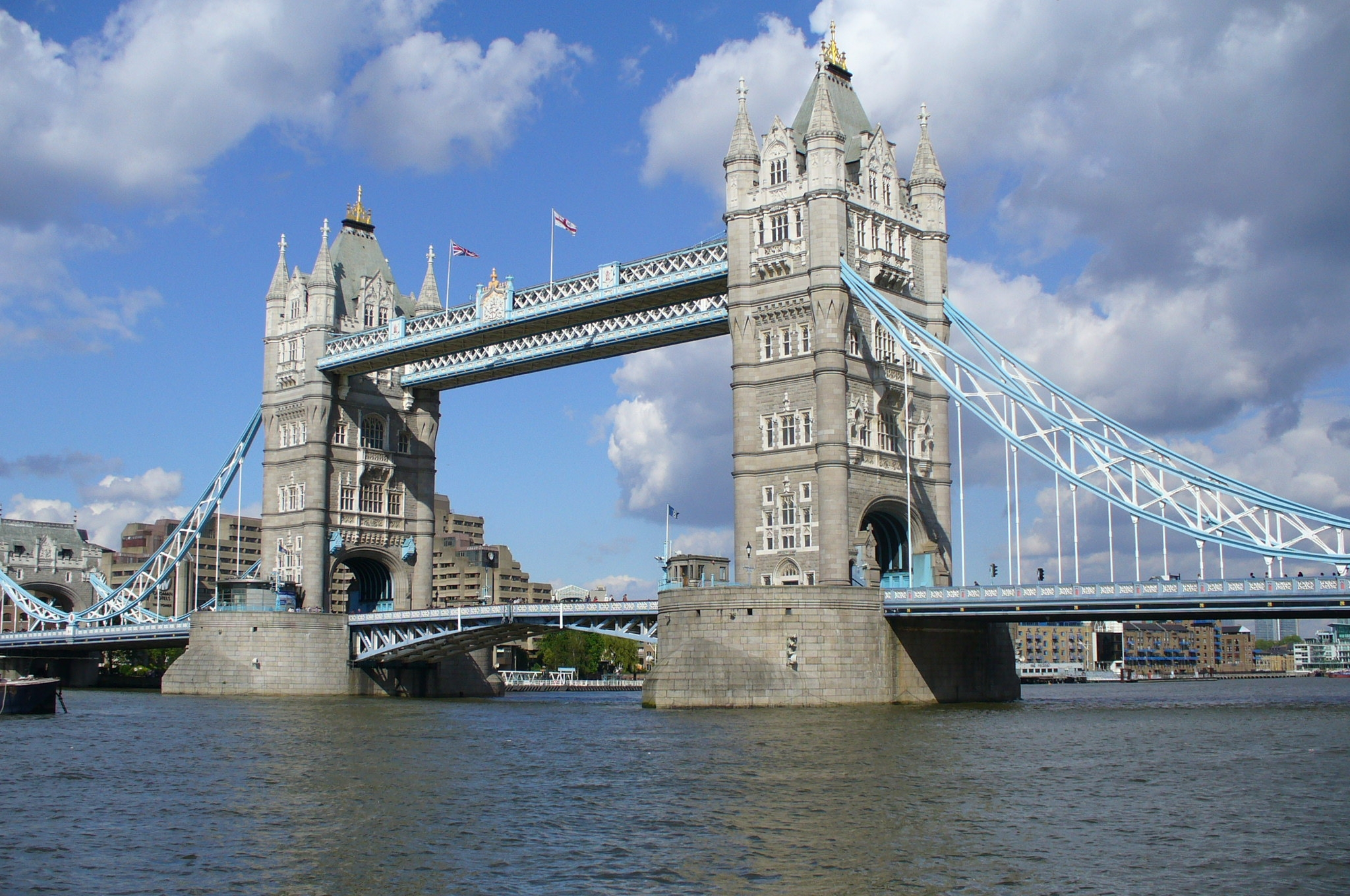
Puente de la Torre en Londres

Los puentes de cadenas, al igual que los puentes colgantes, se pueden dividir en
- Puentes colgantes, en los que las cadenas se cuelgan sobre las torres y de estas a su vez se cuelga la jácena del tablero, con las cadenas de suspensión ancladas en grandes macizos situados por detrás de las torres y a una distancia considerable de ellas. Dado que la tensión de tracción de las cadenas es absorbida por el anclaje al suelo, la estructura del tablero se puede ejecutar muy fácilmente. La mayoría de los puentes de cadenas son puentes colgantes propiamente dichos. Ejemplos bien conocidos son el puente colgante de Menai proyectado por Thomas Telford (que conecta la isla de Anglesey con Gran Bretaña); el puente colgante de Clifton construido en Brístol según los planos de Isambard Kingdom Brunel; o el puente de las cadenas Széchenyi en Budapest.
- Puentes colgantes autoanclados, en los que las cadenas que cuelgan sobre los pilones no están ancladas en el suelo, sino que están unidas a los extremos de la viga del tablero, de modo que la tensión de tracción de las cadenas de soporte actúa allí como una fuerza de compresión sobre el tablero, que debe ser correspondientemente reforzado para evitar el pandeo. Esta variante solo se usaba cuando el terreno es tan blando que los bloques de anclaje no habrían resistido las fuerzas de tracción a largo plazo. Algunos ejemplos son el puente de Mühlentor en Lübeck, que se inauguró en 1910 como probablemente el primer puente de cadena autoanclado; el puente Deutzer de 1915; el casi idéntico puente Three Sisters en Pittsburgh (Pensilvania) construido en 1924-1928; y el segundo puente Reichs en Viena, que se inauguró en 1937.
- Puente de suspensión simple, en el que varias cadenas están ancladas paralelas entre sí a los escarpes de una garganta o a pilares macizos de ladrillo. Las tablas se sujetan a estas cadenas colgantes para formar la pasarela; una barandilla se forma regularmente a partir de cadenas unidas más altas. Un ejemplo de este diseño es el puente de Luding en China. Los puentes de banda tesa modernos suelen tener tableros de hormigón pretensado.
- Formas especiales, como el puente de la Torre de Londres, en el que se utilizaron estructuras de hierro en lugar de las cadenas de suspensión; y el puente Albert también en Londres, en el que se combinaron cables de suspensión con cadenas inclinadas.

### Pilas y torres
Las torres del primer puente colgante de cadenas real, el tibetano puente de Chagsam, consistían en grandes pilares de ladrillo en forma de cono. Los primeros pequeños puentes de cadenas europeos tenían dos pilares de fundición de hierro en ambos extremos, que generalmente estaban reforzados por una conexión cruzada. Casi todos los demás puentes de cadenas más grandes tenían pilares de mampostería masivos, que en su mayoría estaban diseñados en forma de un gran arco.

### Cadenas de soporte
Por regla general, a ambos lados del tablero están dispuestas juntas varias cadenas de soporte, que a menudo también tienen sus propias conexiones de pernos para evitar que un eslabón de la cadena o un perno se rompan y causen el colapso del puente, lo que sucedió en el puente colgante de Broughton, el puente Silver sobre el río Ohio o el puente de Great Yarmouth.

### Tablero
El tablero de un puente de cadenas es prácticamente igual que el de los primeros puentes colgantes simples. El método original de unir los travesaños a las perchas y colocar los tablones a lo largo sobre ellos generaba vibraciones significativas. Por ello, al igual que en el puente colgante, se incluyeron refuerzos longitudinales y piezas de arriostramiento para aumentar la rigidez de los tableros.

## Historia

### Orígenes

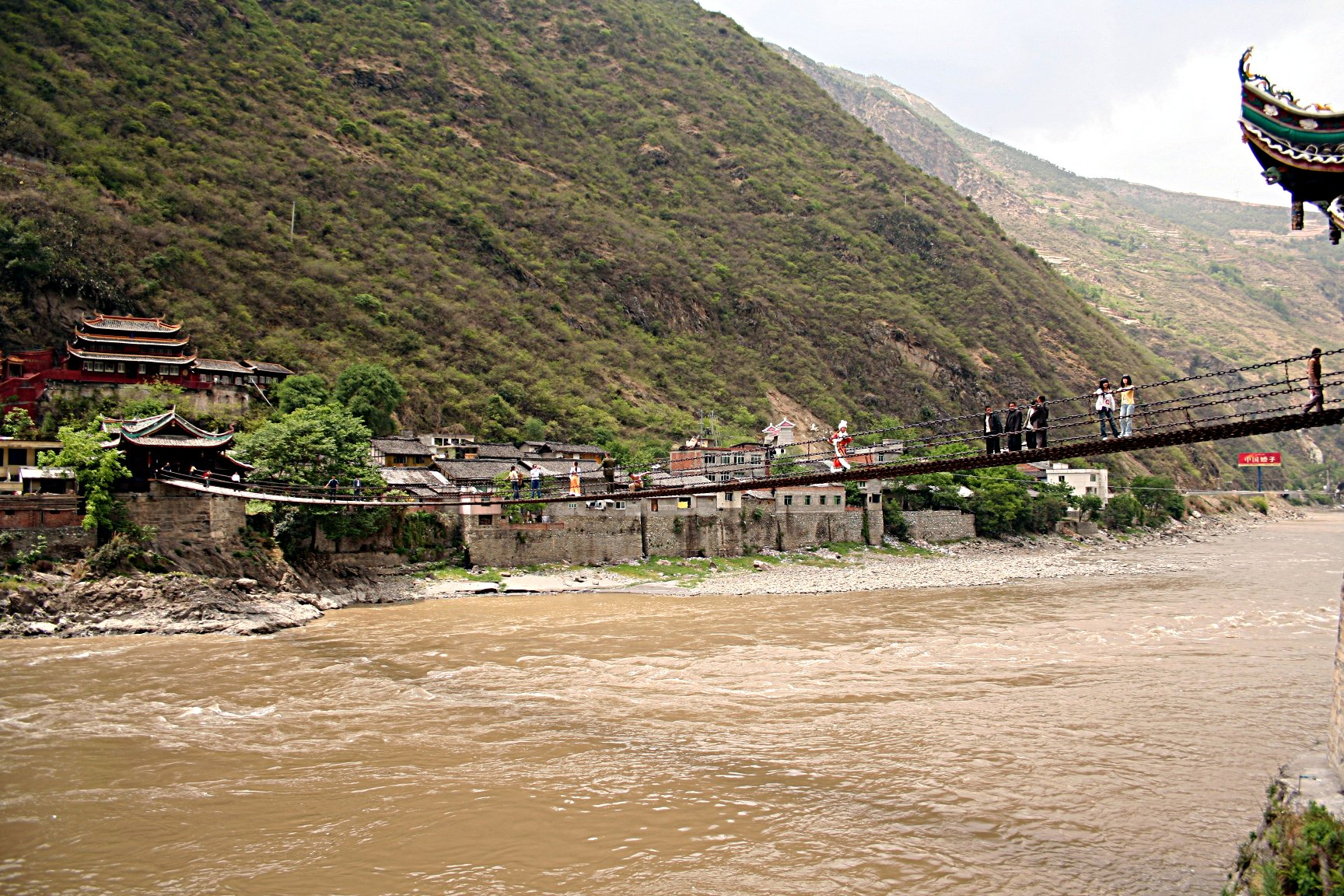
Puente de Luding (China)

Aparte de las pasarelas hechas de materiales naturales, los puentes colgantes eran originalmente casi siempre puentes de cadena, porque los cables de acero trenzados no serían inventados hasta en 1834 por el ingeniero alemán Wilhelm Albert. Las cuerdas de cáñamo o de otras fibras vegetales también se usaron en la construcción de puentes, pero tenían el inconveniente de su menor duración.
Un puente chino con disposición de banda tesa formado por veinte cadenas y con una luz de 60 a 70 m, se dice que se construyó en el año 65 d. C. en Yunnan, y es considerado por algunos autores como el primer puente de cadenas. Solamente se conoce a través de un informe publicado en 1667 por Atanasio Kircher, quien subraya que se trata de un dato de origen tradicional.
En la garganta de Schöllenen (Suiza), se abrió un camino alrededor de 1220 mediante una pasarela de madera unida a una pared de roca casi vertical con cadenas.
En Moustiers-Sainte-Marie, probablemente en el siglo XIII, se tendió una cadena de fundición de hierro de 135 m de largo entre dos peñascos para hacer aparecer una estrella sobre el pueblo de montaña francés.
Los primeros puentes de cadenas verificables fueron probablemente los construidos por el filósofo y constructor de puentes budista Thangtong Gyelpo en el Tíbet y Bután, también de fundición de hierro. El más importante fue el puente de Chagsam, construido en 1430 sobre el Yarlung Tsangpo (río Brahmaputra) con una luz de unos 137 m. Estos puentes existieron hasta los tiempos modernos y algunos todavía se conservan.
En Europa, en su Machinae Novae publicado en 1616, Fausto Verancio presentó dos bocetos de toscos puentes de cadenas.
Construido en 1706, el puente de Luding en Sichuan, China, todavía permanece en uso.
Después de su estancia en el Tíbet de 1715 a 1721, Ippolito Desideri escribió su gran obra "Informe sobre el Tíbet", en la que también se menciona el puente de Chagsam. Sin embargo, debido a la disputa entre los jesuitas y los capuchinos respecto a la jurisdicción sobre el Tíbet, no se permitió la publicación del manuscrito y desapareció en los archivos jesuitas y en una colección privada a finales del siglo XIX.
En 1726, Jacob Leupold publicó una ilustración de un puente de cadenas titulada Uno de los maravillosos puentes de cadenas en China, construido por la ciudad de Kingtung con tablones sobre 20 cadenas de hierro de un pico de montaña a otro, que en realidad parece artificioso cuando no hay razón aparente para conectar dos picos de montaña por un puente.
En su obra Description de la Chine et de la Tartarie chinoise (Descripción de China y la tartaria china), publicada en 1735 y reimpresa en 1736, Jean-Baptiste Du Halde describe un puente de cadenas con cuatro cadenas de soporte y algunas cadenas de conexión en la provincia de Koei tcheou.

El Puente de Hierro, como se le llama, que se encuentra en la carretera principal de Yun nan en Koei tcheou, es obra de un general chino, cuyo nombre se puede ver en una gran pieza de mármol cuando pasamos el Pan ho; es un torrente que no es grande, pero cuyo lecho es muy hondo, a cada lado se ha construido una gran puerta entre dos grandes bloques de mampostería de seis a siete pies de ancho por diecisiete a dieciocho de altura. De cada macizo oriental cuelgan cuatro cadenas con grandes anillos, que se unen a los macizos opuestos del lado occidental, y se unen entre sí por pequeñas cadenas que lo hacen como una red de malla grande, con grandes tablones atados uno detrás de otro. Pero como todavía están a unos pasos de la puerta, por la curvatura de las cadenas que forman una barriga, sobre todo cuando van cargadas, se han fijado al pie completo de la puerta unas consolas, que soportan un piso, que conduce a los tablones llevados por las cadenas. En los bordes de estas se han levantado pequeñas pilastras de madera, que soportan un pequeño techo del mismo material, continuado a uno y otro borde, y apoyado en sus extremos sobre los macizos. También se habla de otro puente de cadenas en King Tong Fou en la provincia de Yunnan, donde se menciona particularmente las vibraciones aterradoras cuando lo usan varias personas.

### Primeros puentes de cadenas en Occidente

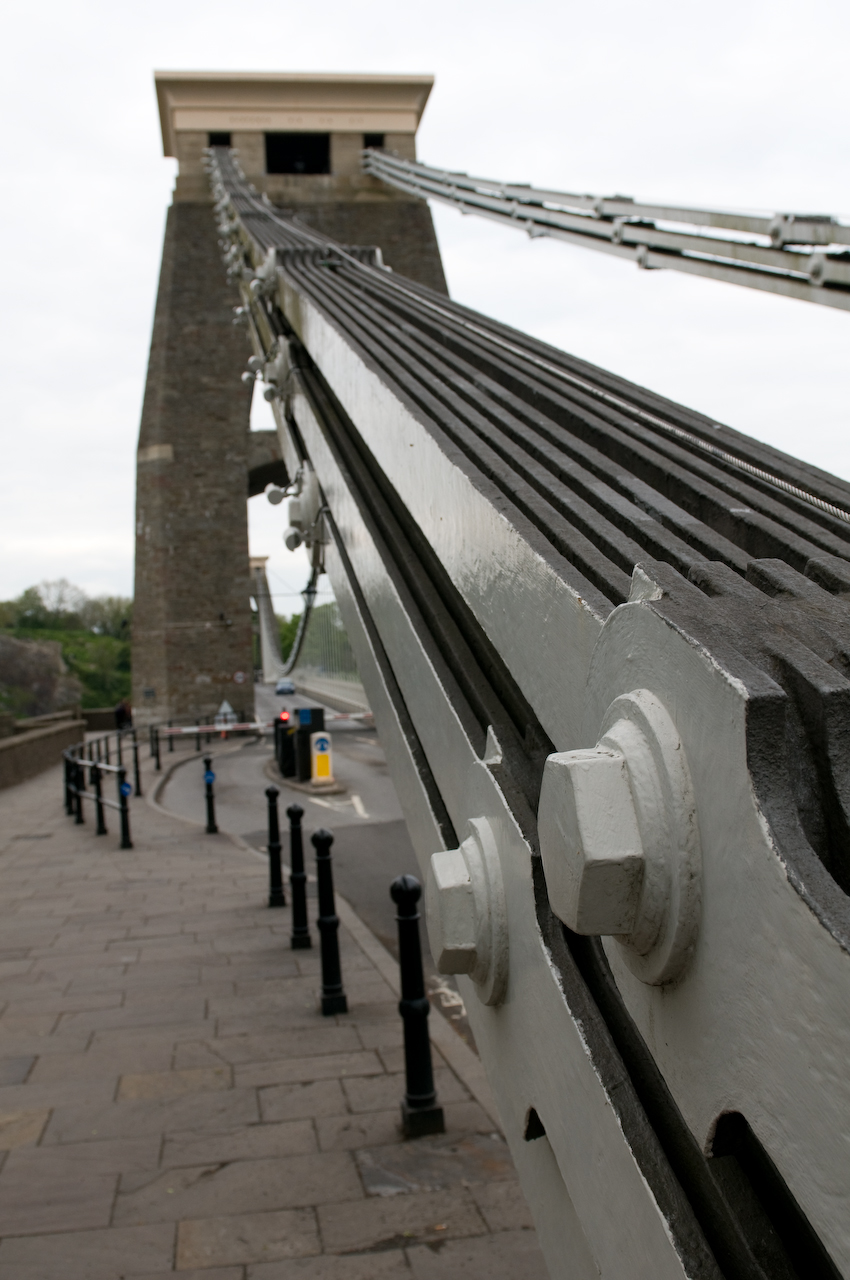
Detalle de las pletinas perforadas conectadas con pasadores (puente colgante de Clifton)

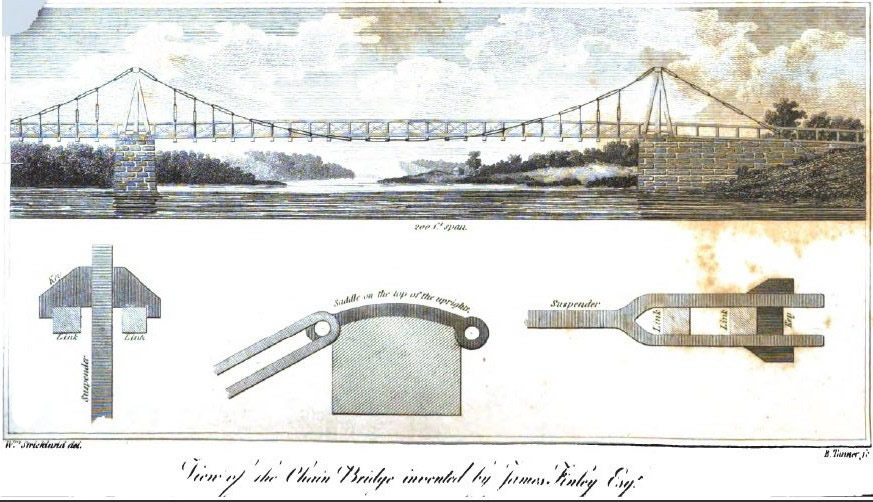
Vista de un puente de cadenas de James Finley

El primer puente de cadenas en Europa fue el puente de Winch, construido alrededor de 1741 sobre el río Tees en el norte de Inglaterra. El puente de suspensión simple de aproximadamente 21 m de largo y 61 cm de ancho servía principalmente como el acceso de los mineros a una mina cercana. Se derrumbó en 1802, y fue reconstruido y reemplazado por un puente colgante con cadenas de suspensión en 1830.
En Filadelfia (Pensilvania), Thomas Gilpin propuso en 1774 cruzar el río Schuylkill con un puente de cadenas al estilo de los puentes de cinta chinos con una luz de 100 m. Sin embargo, no llegó a construirse.
La ciudad de Weilburg perdió el puente sobre el río Lahn que conducía las tuberías del suministro de agua potable en 1784 debido a una inundación. Como solución de emergencia, se tendieron hasta ocho cadenas de pletinas de hierro a través del río, de las cuales se colgaron las tuberías de agua.
En el parque Wörlitzer se construyó un puente de cadenas en las décadas de 1780 y 1790, que cruza un pequeño canal entre rocas artificiales. El balanceo de la muy ligera construcción pretendían despertar intensas sensaciones en los visitantes de la "Sección Romántica" del parque.
El parque de Steinfurter Bagno cerca de Burgsteinfurt recibió un puente de cadenas en 1794.
James Finley construyó el puente de Jacob’s Creek en 1801, con una luz de 21 m entre Uniontown y Greensburg en el Condado de Fayette (Pensilvania). Después del puente tibetano de Chagsam, fue el primer puente colgante real en el que dos cadenas de suspensión se tendían sobre torres y el tablero del puente quedaba horizontal al unirse con péndolas a las cadenas de suspensión. Es notable que las cadenas de soporte del puente de Jacob's Creek se extendían por debajo del tablero del puente, de modo que la calzada de 3,80 m de ancho está parcialmente sostenida por las cadenas y parcialmente suspendida de ellas. El puente de Jacob's Creek fue el primer puente colgante que podían utilizar los vehículos. Se considera el precursor de todos los puentes colgantes modernos. Finley construyó otros puentes de diseño similar, incluido el puente de cadenas sobre las cataratas de Schuylkill, una estructura mucho más grande con una luz de 200 pies (61,0 m), cuyo diseño patentó. Sin embargo, Finley no pudo competir con los puentes de celosía de madera, que utilizaban un material más económico y en cuyo trabajo se contaba con una larga experiencia. Tampoco pudo impedir que terceros hicieran simplificaciones indebidas, dando lugar a graves problemas en algunos de estos puentes. Debido a las guerras napoleónicas, James Finley tuvo poca influencia en la evolución de los puentes en Europa.
En Escocia, en 1817, se intentó una especie de puente de cadenas inclinado en el puente de Dryburgh, que se derrumbó al poco tiempo y tuvo un efecto bastante disuasorio en la construcción de más estructuras de este tipo.
Por su parte, en Inglaterra se realizaron considerables esfuerzos para mejorar el material de las cadenas. El capitán Samuel Brown y los Sres. Brunton pusieron en funcionamiento una instalación para ensayar materiales en Londres, que contaba con un dispositivo hidráulico capaz de aplicar una fuerza de tracción de hasta 100 toneladas y, por lo tanto, hizo posible por primera vez obtener información fiable sobre las propiedades del material. Entre 1805 y 1818, William Hawks y Samuel Brown desarrollaron platinas mejoradas con ojales perforados o forjados.

### Auge de los puentes de cadenas

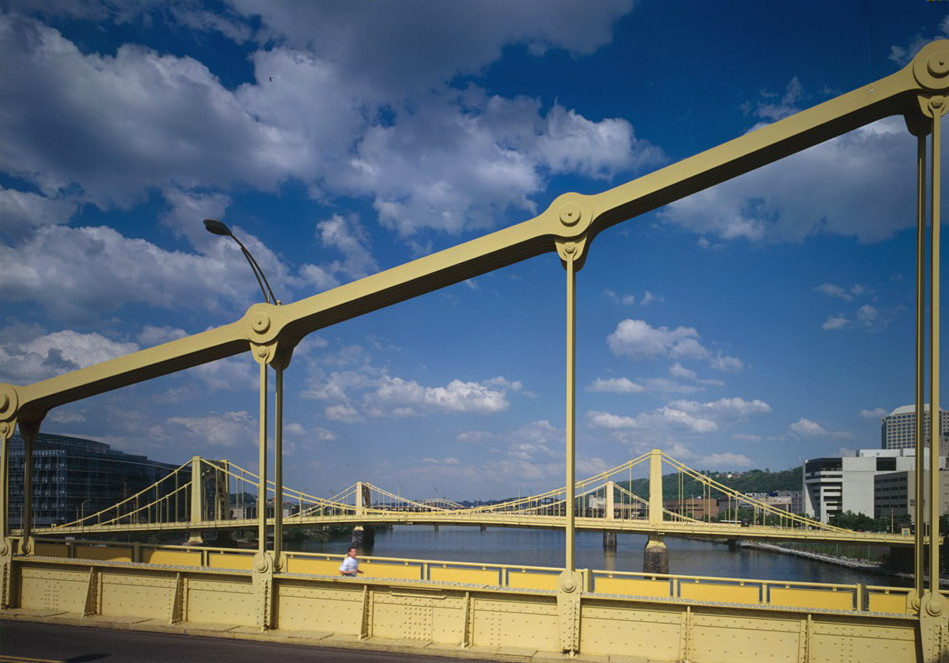
Puentes Three Sisters en Pitsburg

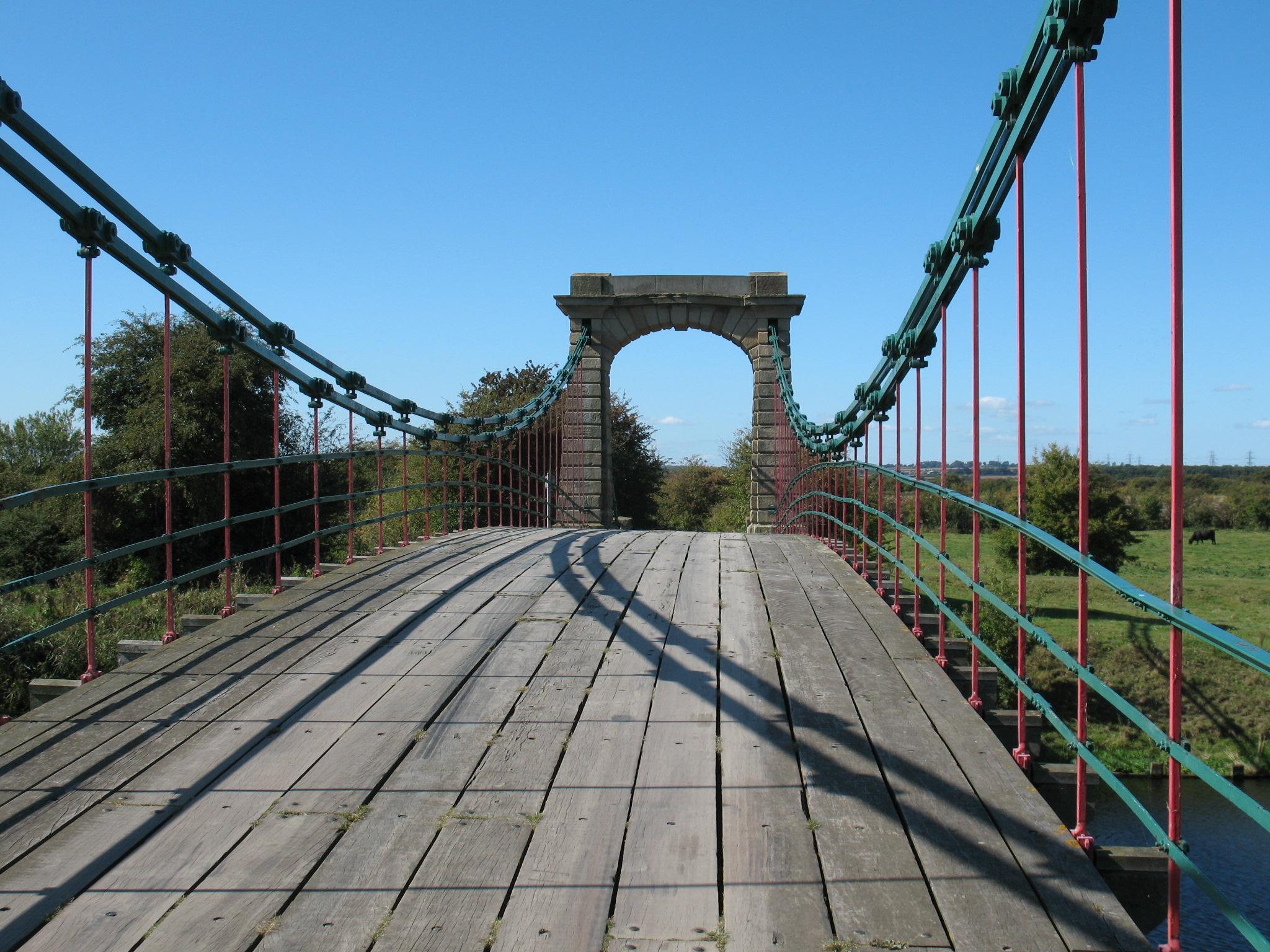
Puente de Horkstow, Inglaterra

En 1820, Samuel Brown inauguró el puente Union en el límite entre Escocia e Inglaterra, el primer puente colgante de Europa que también podía ser utilizado por carruajes, que también es el puente colgante más antiguo que todavía se utiliza para el tráfico rodado.
El ingeniero francés Claude Navier publicó un primer tratado fundamental sobre puentes colgantes en 1823, que pronto se tradujo a otros idiomas y se reimprimió en 1830.
En Alemania se inauguró en Núremberg en 1824 el Kettensteg, el puente de cadenas más antiguo del continente europeo, aunque posteriormente ha sido renovado en varias ocasiones. Poco después, el Rotundenbrücke se lanzó a través del Donaukanal en Viena para uso de peatones y caballos. En 1827 siguió el puente de las cadenas sobre el Malapane en la ciudad industrial de la Alta Silesia del mismo nombre y en 1833 se construyó el puente de cadenas de Weimar.

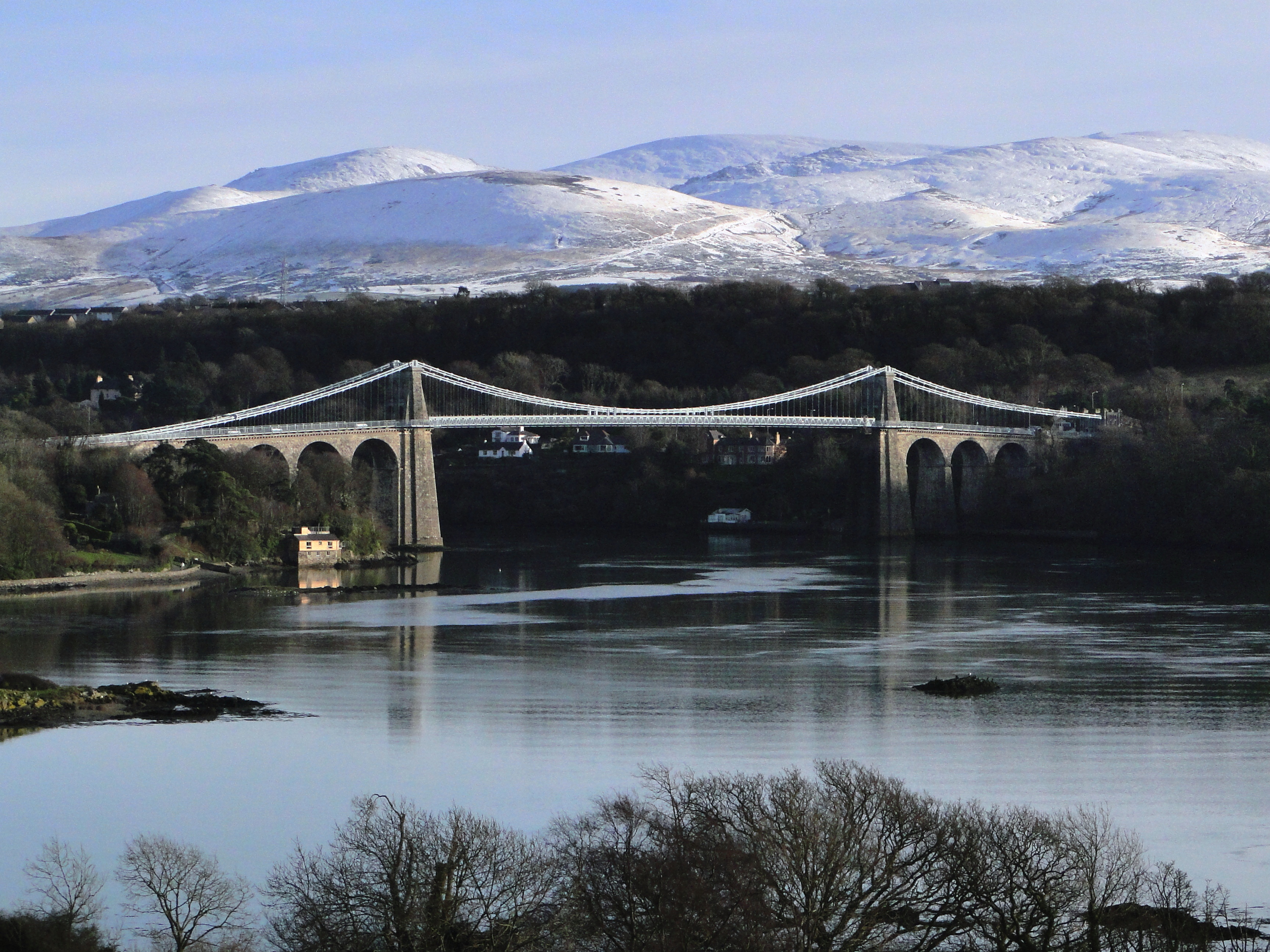
Puente colgante de Menai, situado en Gales (Reino Unido)

Thomas Telford, que se encargó entre otras cosas de la construcción de la carretera de Chester a Bangor, completó en 1826 el Puente colgante de Menai que unía la isla de Anglesey con el resto de Gales, que ya se había iniciado en 1819. Con una luz de 176 m y una altura libre de 30 m, superó a todos los puentes anteriores de este tipo de construcción. Le siguió poco después el puente colgante de Conwy, también construido por Telford.
El maestro de obras Wilhelm von Traitteur se hizo conocido por sus puentes de cadenas, que construyó en particular en San Petersburgo.
Friedrich Schnirch construyó varios puentes de cadenas en el imperio Habsburgo entre 1824 y 1864. Entre 1833-1880 estuvo en pie el puente de cadenas Ferdinand en Graz (actualmente conocido como puente Kepler).

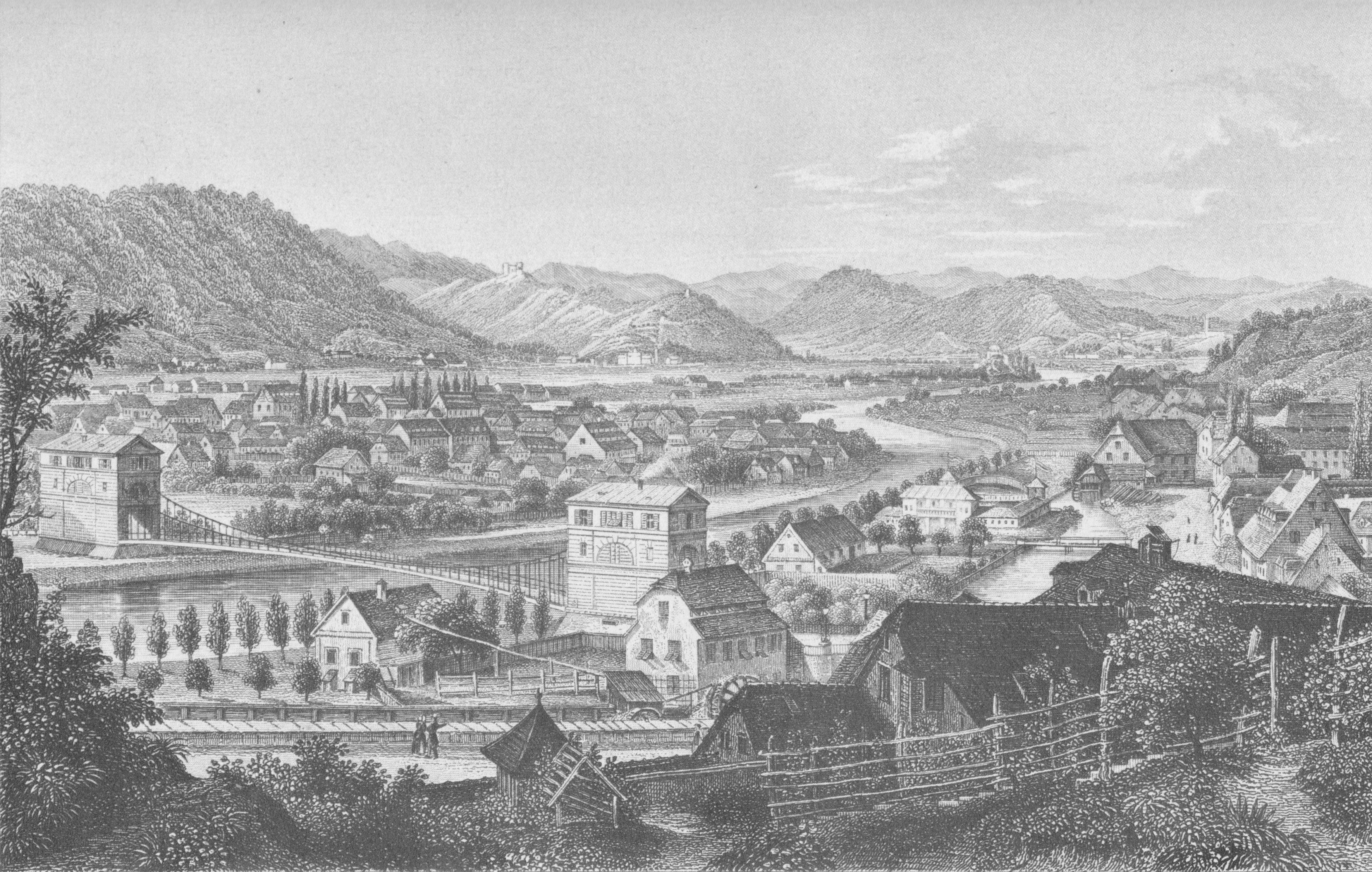
Puente de cadenas Ferdinand (1833/1836–1880), Graz, grabado de Conrad Kreuzer, que vivía en uno de los edificios en la cabecera del puente

Este método de construcción había logrado grandes avances en la mayoría de los países europeos. Se crearon una serie de otros puentes de cadenas, como por ejemplo el puente egipcio en San Petersburgo, el puente de cadenas de Ozimek en Silesia, el puente de cadenas de Mülheim an der Ruhr (1844-1909), el Neckarbrücke en Mannheim (1845) y el puente del Weser (Porta Westfalica) (1865) o el puente de Hammersmith construido por William Tierney Clark en Londres con una luz récord en su momento de 210 m. Solo en Francia apenas se construyeron puentes de cadenas, ya que se construyeron casi exclusivamente puentes colgantes de cables de acero bajo la influencia de Marc Seguin.

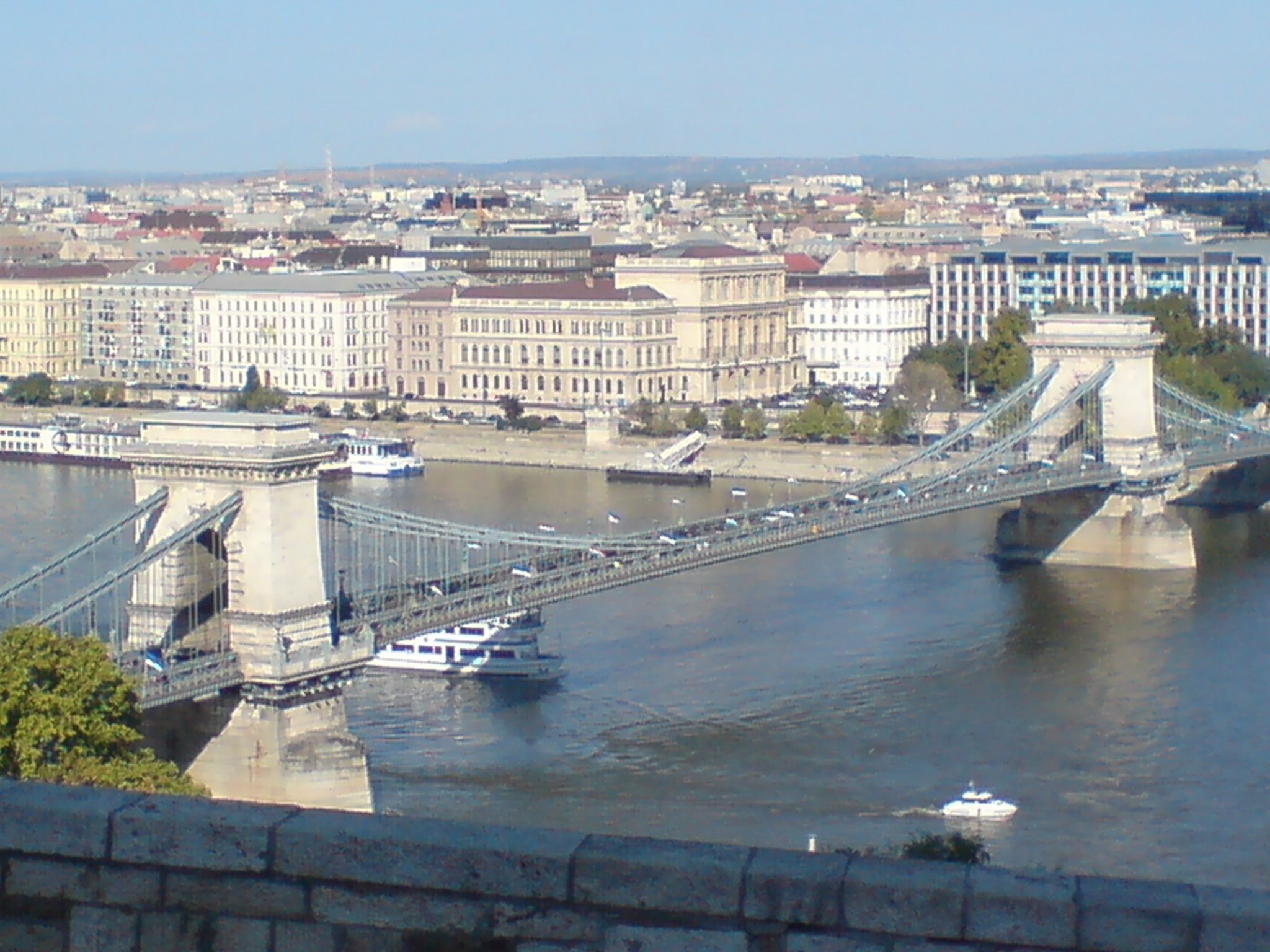
Puente de cadenas Széchenyi en Budapest

Otros puentes importantes incluyen el puente de las cadenas Széchenyi, inaugurado en 1849, también diseñado por William Tierney Clark, sobre el Danubio en Budapest con una luz de 202 m, el puente emperatriz Elisabeth sobre el río Elba en Tetschen (Děčín) en la actual República Checa, y el puente de cadenas del zar Nicolás en Kiev, que cruza el río Dniéper con cuatro vanos consecutivos de 143 m de luz cada uno y una longitud total de 776 m.
El Verbindungsbahnbrücke, que se puso en funcionamiento en 1860 sobre el canal del Danubio en Viena, fue el primer puente ferroviario en forma de un puente de cadenas "falso", anclado por la parte posterior.
La construcción en Bristol del puente colgante de Clifton, iniciada por Isambard Kingdom Brunel en 1831, se completó en 1864 tras numerosas dificultades. Tiene una luz de 214 m.
En 1868 se inauguró en Praga el puente de Francisco José, construido según el sistema de Rowland Mason Ordish, un puente con las cadenas inclinadas, con una disposición similar a la de los posteriores puentes atirantados. Poco después se construyó el puente Albert en Londres utilizando el mismo sistema, pero no tuvo mucho éxito y tuvo que mejorarse varias veces.
Con la construcción del puente de la Torre en Londres, inaugurado en 1894, un puente combinado colgante y basculante que es probablemente único con esta forma, y el puente de Isabel en Budapest, que se inauguró en 1903, la era de los puentes de cadenas probablemente había llegado a su apogeo.
De la época posterior, el entonces puente del Káiser (Breslau) (1910) (actualmente, puente Grunwald en Wroclaw) y el puente Deutzer (1913–1945), un puente de cadenas anclado por atrás inaugurado en 1915, así como los puentes Three Sisters, también autoanclados, situados en Pittsburgh (Pensilvania) y construidos entre 1924 y 1928 sobre el río Allegheny. El puente Hercílio Luz en Brasil, completado en 1926, tiene el tramo más grande de cualquier puente de cadenas del mundo, con una luz de 339,5 m. El puente Silver construido dos años después sobre el río Ohio es similar. Los últimos grandes puentes de cadenas fueron probablemente el puente Reichs en Viena, inaugurado en 1937, y el puente Krymski en Moscú, terminado en 1938.

### Realizaciones posteriores

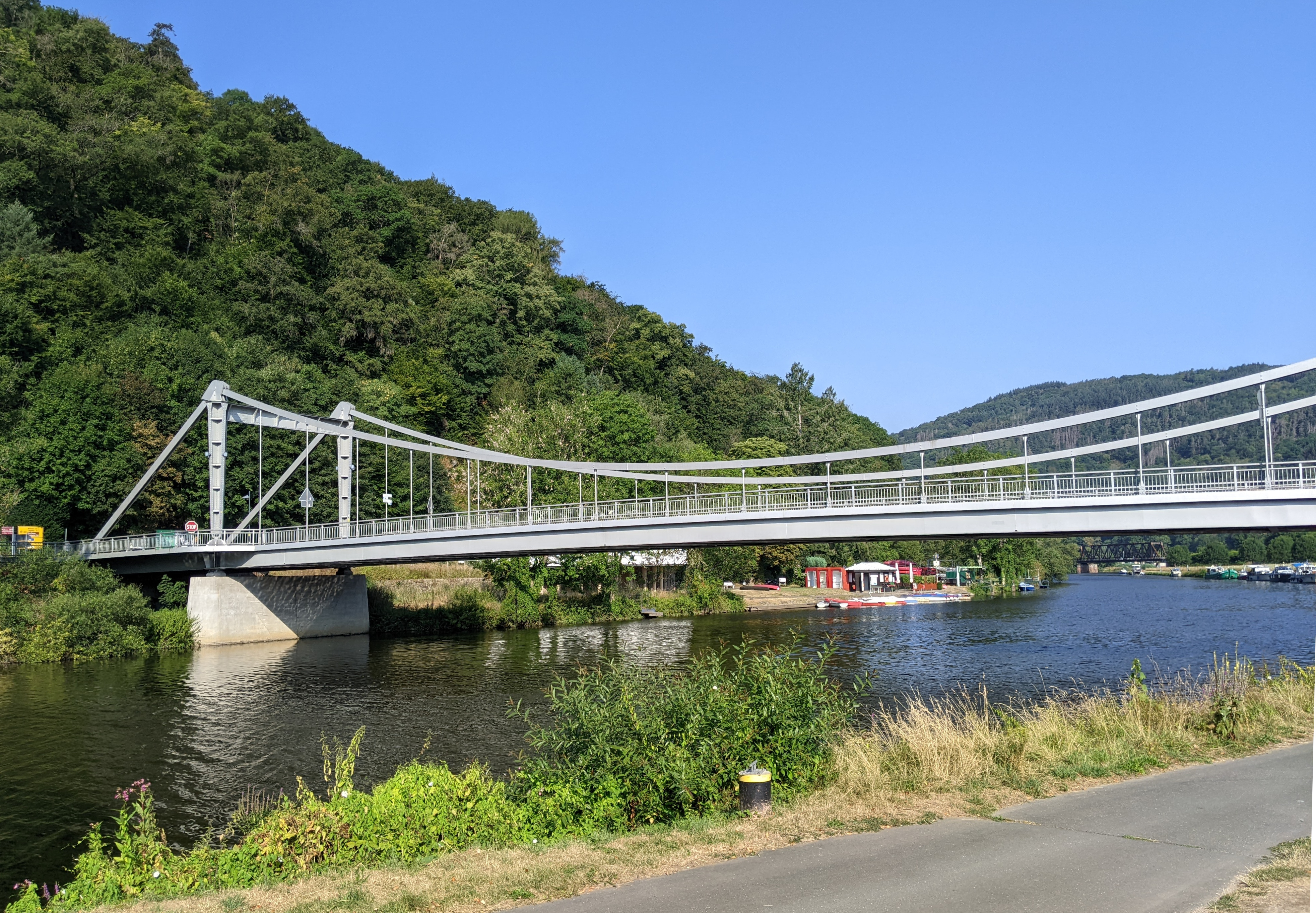
Puente de cadenas en Nassau

En 1992 se construyó en Múnich el puente de cadenas de Neuperlach para llevar un carril para peatones y bicicletas a través de una carretera de cuatro carriles. Desde 2002 existe un puente de cadenas entre Neckartal-Radweg y Pliezhausen conectando ambas localidades. En 2005 se abrió un puente de cadenas autoanclado a través de Nassau en Lahn, cuyo diseño se eligió para preservar el paisaje urbano asentado desde mucho tiempo atrás con un puente de cadenas.
Finalmente, en 2010, Bamberg siguió a Neubau, que tuvo un antecedente histórico con un puente de cadenas de hierro forjado que estuvo en pie desde 1829 hasta 1891.

## Imágenes
|  |  |  |  |

## Importancia económica
Los puentes de cadenas hicieron posible por primera vez construir luces que superaban con creces las de los puentes de madera o piedra. Al mismo tiempo, los costos de construcción y el tiempo de construcción podrían reducirse significativamente.

## Nombres de calles
- En Viena, la Kettenbrückengasse lleva el nombre del Puente de las Cadenas existente entre 1828 y 1915 (más tarde rebautizado como Rudolfsbrücke) sobre el  Wienfluß, luego se construyó sobre el río, aquí está la Estación de Kettenbrückengasse.

- En Alemania existe una Kettenbrückstrasse tanto en Bamberg como en Nassau. En Mülheim an der Ruhr se construyó un puente de cadenas en 1844[21] (hasta 1909; hoy: Schloßbrücke) y había (al menos 1872[22] a 1892[23]) una Kettenbrück(en)straße (hoy aproximadamente: Leineweberstraße).